# Phyllanthus yaouhensis
Phyllanthus yaouhensis là một loài thực vật có hoa trong họ Diệp hạ châu. Loài này được Schltr. miêu tả khoa học đầu tiên năm 1906.